# Antonia Dell'Atte
Antonia Teodora Dell'Atte (Brindisi, 9 febbraio 1960) è una modella e personaggio televisivo italiana.

## Biografia
Antonia Teodora Dell'Atte comincia a lavorare nel mondo della moda verso la metà degli anni settanta, e negli anni ottanta riesce a diventare la musa prediletta di Giorgio Armani, grazie al quale guadagna molta celebrità. Nel 1984 interpreta al Drive In, programma televisivo di Italia 1, un personaggio che può considerarsi la caricatura di se stessa: una modella che vanta la sua meravigliosa vita mondana, per poi urlare in dialetto brindisino e riprendere il proprio aplomb con la frase «Scusate, ho avuto un momento casual!». Nel 1993 partecipa al video della canzone Caffè de la Paix del cantautore Franco Battiato. 
In seguito si trasferisce in Spagna, dove sposa il conte italo-spagnolo Alessandro Lecquio di Assaba y Torlonia, figlio della principessa romana Alessandra Torlonia di Civitella-Cesi. Da lui ha un figlio, Clemente Lorenzo conte Lequio di Assaba, anche lui diventato di professione modello, ma la Dell'Atte divorzia dal nobile per via di una relazione extraconiugale che questi ebbe con Ana Obregón. 
Successivamente la Dell'Atte collabora con il programma televisivo di Rai 2 L'isola dei famosi nella sua settima edizione, in qualità di opinionista. Nell'estate del 2010 ha fatto parte della giuria del programma tv Velone, in onda su Canale 5. Nel 2011 diventa uno dei giudici del programma tv Italia's Next Top Model, trasmesso da Sky Uno e condotto da Natasha  Stefanenko. Ha partecipato alla quinta edizione del programma tv spagnolo MasterChef Celebrity, in onda su TVE 1, e in seguito ha fatto parte del cast di Oggi è un altro giorno, programma tv di Rai 1 condotto da Serena Bortone.